# Vértes Éva
Vértes Éva (Budapest, 1930. március 15. – 1998) Rózsa Ferenc-díjas és Aranytoll díjas magyar újságíró, a Magyar Rádió New York-i tudósítója.

## Életpályája
Angyalföldi munkáscsaládba született, egyetlen gyermekként. 1944-ben, édesanyjával együtt először az auschwitzi koncentrációs táborba deportálták, majd egy másik táborba kerültek Észak-Rajna-Vesztfáliába, amelyet amerikai katonák szabadították fel. A holokausztot túlélték és a család Budapesten újra együtt volt. 
1949-ben kereskedelmi érettségit tett, majd munkaügyi előadóként az Iparügyi Minisztériumba került. Itt egy irodában dolgozott Baranyi Imrével, aki később a férje lett. 1952-ben a Szabad Nép című lapban megjelent hirdetésre jelentkezett az újságíróiskolába, amelynek igazgatója Komját Irén volt. Újságírói diplomát szerzett, és 1953-ban a Magyar Rádió külpolitikai rovatának a szerkesztőségébe került. 1986-ban nyilatkozta: 

„...férj és gyerek mellett még két diplomát szereztem az Idegen Nyelvek Főiskoláján és a Politikai Főiskolán.”

 1973-1978 között a Magyar Rádió állandó New York-i tudósítója volt. Az 1970-es évek Amerikájának fontos történeti pillanatairól (Watergate-botrány, Nixon lemondása, Vietnámi háború vége, Carter első évei) küldött haza tudósításokat. 1990-ben nyugdíjba vonult, de nyugdíjas rádiósként is időnként igényt tartottak a munkájára. Tagja volt a MÚOSZ-nak.

## Rádiós munkáiból
- Jó reggelt! (Kossuth Rádió) – szerkesztő, műsorvezető[3]
- Késő esti krónika
- Háttérbeszélgetés
- Egy sziget és egy fél Vértes Éva útijegyzete az Egyesült Királyságról
- Vértes Éva indiai útijegyzete
- Vértes Éva svédországi sorozata

## Könyv
- Vértes Éva – Makó István: 25 év a világszervezetben (Táncsics Szakszervezeti Könyv- és Folyóiratkiadó, Budapest, 1980)

## Publikációi
- Magyar Nemzet
- Rádió és Televízió Szemle
- Világosság

## Díjai, elismerései
- Rózsa Ferenc-díj (1980)
- Aranytoll díj (1995)